# Petras Jokubauskas
Petras Jokubauskas (* 5. November 1947) ist ein litauischer Politiker und ehemaliger Bürgermeister der Rajongemeinde Tauragė. 

## Leben
Nach dem Abitur absolvierte er das Diplomstudium der Waldwirtschaft als Ingenieur an der Lietuvos žemės ūkio akademija in Kaunas. Er arbeitete im Kulturzentrum Tauragė als Direktor. Von 1990 bis 1995 war er Deputat und von 1995 bis 2004 Mitglied im Rat Tauragė. Von 1997 bis 2000 war er Bürgermeister der Rajongemeinde Tauragė. 
Ab 1989 war er Mitglied von Sąjūdis, ab 1990  Lietuvos krikščionių demokratų partija, ab 2001 der Lietuvos krikščionys demokratai.

## Quelle
- Leben